# Meurtre au Lululemon
 (mai 2020).
Si vous disposez d'ouvrages ou d'articles de référence ou si vous connaissez des sites web de qualité traitant du thème abordé ici, merci de compléter l'article en donnant les références utiles à sa vérifiabilité et en les liant à la section « Notes et références ».
 (juin 2020).
Le meurtre au Lululemon a eu lieu le 11 mars 2011, dans un magasin Lululemon Athletica situé à Bethesda, Maryland, lorsque Brittany Norwood, une employée de magasin, assassine Jayna Murray, une autre employée du magasin. L'affaire a reçu une large couverture médiatique et a été communément appelée le « meurtre au Lululemon » [source insuffisante]. En janvier 2012, Brittany Norwood a été condamnée à la réclusion à perpétuité sans possibilité de libération conditionnelle .

## Faits
Brittany Norwood attire Jayna Murray vers le magasin après la fermeture, puis l'attaque, lui infligeant plus de 300 blessures, dont un traumatisme crânien et des blessures par coup de couteau. Murray décède dans le couloir du magasin. Norwood met ensuite en scène une scène de crime, affirmant que des intrus les ont violées et ont tué Murray. L'accusation se voit interdire la possibilité de présenter des éléments de preuve démontrant que Murray avait accusé Norwood de vol à l'étalage . La défense plaide en faveur d'une condamnation pour meurtre au deuxième degré, affirmant que l'attaque n'était pas préméditée.   
L'affaire a reçu une couverture médiatique intense et a été communément appelée le « meurtre au Lululemon »[source insuffisante].   
En janvier 2012, Brittany Norwood est condamnée à la réclusion à perpétuité sans possibilité de libération conditionnelle. Dans un avis publié le 29 avril 2015, la Cour d'appel spéciale du Maryland a rejeté la demande de Norwood pour un nouveau procès, mettant ainsi fin aux options d'appel direct de Norwood.

## Représentation dans les médias
| Date | Médias                                                  | Support    | Remarques                                    |
| ---- | ------------------------------------------------------- | ---------- | -------------------------------------------- |
| 2012 | Snapped                                                 | télévision | Saison 9                                     |
| 2016 | Criminals at Work                                       | télévision | n / a                                        |
| 2016 | My Favorite Murder                                      | Podcast    | Épisode 31: "Namaste Sexy"                   |
| 2015 | Generation Why                                          | Podcast    | Épisode 157                                  |
| 2012 | Deadly Women                                            | télévision | Épisode 70: "Ruthless Revenge"               |
| 2018 | True Crime Garage                                       | Podcast    | Épisodes 193-194                             |
| 2018 | The Price of Duty                                       | télévision | Saison 1, épisode 4: "Dimitry Ruvin "        |
| 2017 | Secrets of My Stepdaughter                              | film télé  | Lifetime Network                             |
| 2019 | Morbid: A True Crime Podcast                            | Podcast    | Épisodes 93-94                               |
| 2020 | Litre culte: Cult Liter: When Life Hands You Lululemons | Podcast    | Épisode 56                                   |
| 2020 | Today in True Crime                                     | Podcast    | 11 mars 2020: Lululemon Murder               |
| 2020 | 1001 Crimes                                             | Podcast    | 15 mai 2020: Assassinato na Lululemon        |
| 2022 | Mr. Ballen Podcast                                      | Podcast    | 14 février 2022 : Episode 2 -- "The Hallway" |